# 2023 en Ukraine
Chronologie de l'Ukraine
- 2019
- 2020
- 2021
- 2022
- 2023
- 2024
- 2025
- 2026
- 2027

Cette page concerne les évènements survenus en 2023 en Ukraine :

## Événements
- Guerre du Donbass  (depuis 2014).
- Invasion de l'Ukraine par la Russie  (depuis 2022) avec la bataille de Bakhmout.
- Attaques de 2022-2023 en Crimée (depuis 2022)
- 3 août 2022-16 janvier : Bataille de Soledar
- 18 janvier : Accident d'hélicoptère de 2023 à Brovary.
- 20 février : visite de Joe Biden en Ukraine.
- 19 mars : Vladimir Poutine visite Marioupol[1].
- 14 avril : Bombardement de Sloviansk
- 28 avril : Bombardement d'Ouman
- 3 mai : Bombardement de Kherson
- 6 juin : Destruction du barrage de Kakhovka.
- 8 juin-28 août : Bataille de Robotyne
- 27 juin : Bombardement de Kramatorsk
- 17 juillet : Attaque du pont de Crimée (2023).
- 6 septembre : Bombardement de Kostiantynivka
- 12-13 septembre : Bombardement du chantier naval de Sébastopol
- 22 septembre : Bombardement du quartier général de la flotte de la mer Noire
- 17 octobre : Opération Dragonfly.
- 27 octobre : Le parlementaire pro-russe Oleg Tsarev, est blessé lors d'une tentative d'assassinat en Crimée. Il est recherché pour meurtres de masse et complicité lors des évènements de Kiev, une récompense d'un million de dollars était promise pour son assassinat.

## Sport
- Championnat d'Ukraine féminin de football 2022-2023.
- Championnat d'Ukraine de football 2022-2023.
- Championnat d'Ukraine de football 2023-2024.

## Culture

### Sortie de film
- 20 Days in Mariupol
- le Royaume de Naya

## Création
- 1ère compagnie d'assaut aérien séparée "Belarus" (en)
- 37e brigade d'infanterie navale
- 38e brigade d'infanterie navale
- 82e brigade d'assaut aérien
- Brigade d'assaut de la police nationale
- Garde offensive (en)
- Journée du souvenir et de la victoire sur le nazisme pendant la Seconde Guerre mondiale 1939-1945 se déroulant le 8 mai.

## Dissolution
- FK Lviv (club de football)
- FC Rubikon Kyiv (en) (club de football)
- Monument Mykola Shchors (en)
- 6 juin : Destruction du réservoir de Kakhovka et du barrage Kakhovka (en)

## Décès
- 1er janvier : Bohdan Rebryk (en), personnalité politique
- 4 janvier : Mykhaïlo Holoubovytch, homme politique
- 11 janvier : Pavlo Naumenko (en), ingénieur en aéronautique
- 15 janvier : Leonid Barbier (en), nageur
- 15 janvier : Rouslan Otvertchenko, joueur de basket-ball
- 18 janvier : Denys Monastyrsky, homme politique
- 18 janvier : Denys Monastyrsky, ministre
- 26 janvier  : Édouard Lobaw, militant pro-démocratie et combattant biélorusse mort en Ukraine
- 29 janvier : Dmytro Pavlytchko, poète, traducteur, culturologue et homme politique
- 8 février : Igor Mangouchev, nationaliste russe
- 7 mars : Dmytro Kotsioubaïlo, soldat volontaire
- 17 avril : Oleh Barna, homme politique
- 25 avril : Vera Krepkina, athlète
- 9 mai : Arman Soldin, journaliste reporter d’images franco-bosnien mort en Ukraine
- 12 juin : Sergueï Goriatchev, général de division russe mort en Ukraine
- 5 juin : Vadim Malakhatko, joueur d'échecs
- 18 juin : Valentina Loutaïeva, handballeuse soviétique
- 1er juillet : Victoria Amelina, écrivaine
- 11 juillet : Oleg Tsokov, général russe mort en Ukraine
- 21 août : Ievhen Proniouk, militant des droits de l'Homme et homme politique
- 8 octobre : Nina Matvienko, chanteuse soviétique puis ukrainienne
- 9 octobre : Mykhaïlo Holoubovytch, acteur soviétique d'origine ukrainienne
- 6 décembre : Illia Kiva, homme politique